# Santa María de Nieva (Condorcanqui)
Santa María de Nieva es una localidad peruana capital del distrito de Nieva y a su vez de la provincia de Condorcanqui ubicada en el departamento de Amazonas en el noreste del Perú. Está ubicada a orillas del río Marañón y el río Nieva, geográficamente está ubicado en la región de la selva, con un clima tropical, cálido y lluvioso. Junto a Piura, es una de las localidades en que se ambienta La casa verde, novela del premio Nobel de literatura Mario Vargas Llosa.
Desde el punto de vista jerárquico de la Iglesia católica forma parte del Vicariato Apostólico de San Francisco Javier, también conocido como Vicariato Apostólico de Jaén en el Perú.

## Toponimia
El nombre fue traído por españoles del municipio segoviano de Santa María la Real de Nieva.

## Clima
| Parámetros climáticos promedio de Santa María de Nieva | Parámetros climáticos promedio de Santa María de Nieva | Parámetros climáticos promedio de Santa María de Nieva | Parámetros climáticos promedio de Santa María de Nieva | Parámetros climáticos promedio de Santa María de Nieva | Parámetros climáticos promedio de Santa María de Nieva | Parámetros climáticos promedio de Santa María de Nieva | Parámetros climáticos promedio de Santa María de Nieva | Parámetros climáticos promedio de Santa María de Nieva | Parámetros climáticos promedio de Santa María de Nieva | Parámetros climáticos promedio de Santa María de Nieva | Parámetros climáticos promedio de Santa María de Nieva | Parámetros climáticos promedio de Santa María de Nieva | Parámetros climáticos promedio de Santa María de Nieva |
| Mes                                                    | Ene.                                                   | Feb.                                                   | Mar.                                                   | Abr.                                                   | May.                                                   | Jun.                                                   | Jul.                                                   | Ago.                                                   | Sep.                                                   | Oct.                                                   | Nov.                                                   | Dic.                                                   | Anual                                                  |
| ------------------------------------------------------ | ------------------------------------------------------ | ------------------------------------------------------ | ------------------------------------------------------ | ------------------------------------------------------ | ------------------------------------------------------ | ------------------------------------------------------ | ------------------------------------------------------ | ------------------------------------------------------ | ------------------------------------------------------ | ------------------------------------------------------ | ------------------------------------------------------ | ------------------------------------------------------ | ------------------------------------------------------ |
| Temp. máx. media (°C)                                  | 31.3                                                   | 31.3                                                   | 31                                                     | 31.5                                                   | 30.7                                                   | 30.1                                                   | 29.8                                                   | 30.7                                                   | 30.7                                                   | 31.3                                                   | 31.9                                                   | 31.9                                                   | 31                                                     |
| Temp. media (°C)                                       | 26.3                                                   | 26.2                                                   | 26.2                                                   | 26.4                                                   | 26.1                                                   | 25.7                                                   | 25.3                                                   | 25.7                                                   | 26                                                     | 26.5                                                   | 26.8                                                   | 26.5                                                   | 26.1                                                   |
| Temp. mín. media (°C)                                  | 21.3                                                   | 21.1                                                   | 21.4                                                   | 21.3                                                   | 21.6                                                   | 21.4                                                   | 20.9                                                   | 20.7                                                   | 21.3                                                   | 21.7                                                   | 21.7                                                   | 21.2                                                   | 21.3                                                   |
| Fuente: climate-data.org                               |                                                        |                                                        |                                                        |                                                        |                                                        |                                                        |                                                        |                                                        |                                                        |                                                        |                                                        |                                                        |                                                        |

## Economía
Mayormente sus habitantes se dedican a la agricultura, pesca en el río, tala de árboles, cría de ganado y del comercio de los productos que genera la zona.